# Ламадрид, Хосе Луис
Хосе́ Луи́с Ламадри́д (исп. José Luis Lamadrid Prados; 3 июля 1930, Мехико — 3 октября 2021) — мексиканский футболист, игрок сборной Мексики, участник чемпионата мира 1954 года. Автор первого гола сборной Мексики, забитого на чемпионатах мира, проходивших в Европе. После завершения игровой карьеры работал спортивным обозревателем и журналистом на телевидении и радио.

## Биография
Хосе Луис Ламадрид дебютировал во взрослом футболе в сезоне 1949/50 в составе клуба «Реал Эспанья». Это был последний сезон на высшем уровне для некогда одной из ведущих команд Мексики, не сумевшей приспособиться к реалиям профессионального спорта. По завершении сезона молодой нападающий перешёл в «Америку», но не сумел закрепиться в основе, и с 1951 по 1954 год защищал цвета «Некаксы» (на тот момент этот клуб также базировался в Мехико). Именно в этот период Ламадрид стал игроком сборной Мексики, однако на клубном уровне игроку удалось выиграть свои трофеи лишь после возвращения в «Америку». В сезоне 1954/55 «орлы» стали обладателями Кубка Мексики, а также выиграли аналог национального суперкубка — трофей Чемпион чемпионов. В 1955—1957 годах Ламадрид выступал за «Коаутлу», а свой последний сезон (1958/59) в профессиональной карьере нападающий провёл в «Толуке».
С 1952 по 1954 год Ламадрид выступал за сборную Мексики. Провёл в её составе семь матчей и забил пять голов. Принял участие в чемпионате мира 1954 года в Швейцарии. На этом турнире сыграл в двух матчах — против Франции (2:3) и Бразилии (0:5). Забил гол в ворота сборной Франции в начале второго тайма, когда его команда проигрывала 0:2; в итоге мексиканцы всё же уступили 2:3, но гол Ламадрида стал первым для «ацтеков», забитым в рамках чемпионатов мира, проходивших в Европе.
Игру в футбол Хосе Луис Ламадрид совмещал с обучением инженерному делу, и поэтому получил прозвище (совпадавшее с его профессией по оборазованию) «Инженер». После завершения игровой карьеры Ламадрид много лет работал спортивным обозревателем на телеканале Imevisión (в настоящее время — TV Azteca), вел передачу вместе с Фернандо Маркосом. Ламадрид придумал радиопередачу «Dos en el Área», где футбольные матчи анализировали двое обозревателей, один из которых должен был быть начинающим журналистом, получающим практику работы с более опытным коллегой. Эта передача стала толчком для развития карьеры многих известных мексиканских спортивных обозревателяей.
В 2016 году Хосе Луис Ламадрид был введён в Зал славы мексиканского футбола в Пачуке. Умер 3 октября 2021 года в возрасте 91 года.

## Титулы и достижения
- Обладатель Кубка Мексики: 1955
- Обладатель трофея Чемпион чемпионов Мексики: 1955